# Kosmos 2317
Kosmos 2317, ruski navigacijski satelit iz programa Kosmos. Vrste je GLONASS (Glonass br. 781, Uragan br. 81L). 
Lansiran je 24. srpnja 1995. godine u 15:52 s kozmodroma Bajkonura (Tjuratam) u Kazahstanu. Lansiran je u srednje visoku orbitu oko planeta Zemlje raketom nosačem Proton-K/DM-2 8K72K. Orbita mu je 19084 km u perigeju i 19175 km u apogeju. Orbitna inklinacija mu je 64,87°. Spacetrackov kataloški broj je 23621. COSPARova oznaka je 1995-037-B. Zemlju obilazi u 675,71 minutu. Pri lansiranju bio je mase 1400 kg. 

## Vanjske poveznice
- N2YO.com Search Satellite Database
- Celes Trak SATCAT Format Documentation (engl.)
- Kunstman  Arhivirana inačica izvorne stranice od 12. kolovoza 2019. (Wayback Machine) Satellites in Orbit (engl.)